# Juan Pierre
Juan D'Vaughn Pierre (Mobile, 14 agosto 1977) è un giocatore di baseball statunitense.

## Carriera
Prima di diventare un professionista giocò a baseball al Galveston College e alla University of South Alabama.
Venne selezionato al 13º round del Draft 1998 dai Colorado Rockies che lo mandarono a fare esperienza nelle leghe minori. Prima di esordire il MLB giocò con i Portland Rockies nella Northwest League e con i Carolina Mudcats nella Southern League.
Il suo esordio nelle majors avvenne il 7 agosto 2000 nell'incontro tra i suoi Rockies e i Pittsburgh Pirates. Il giorno successivo giocò la sua prima gara come esterno centro titolare e batté la sua prima valida.
Il 16 novembre 2002 venne ceduto ai Florida Marlins nell'ambito di uno scambio multiplo di giocatori tra i due team. Nella stagione 2003 mantenne una media battuta di .305 durante la regular season e guidò le classifiche della National League per partite giocate, turni in battuta, basi rubate, e bunt di sacrificio. Nei play-off diede un contributo decisivo alla sua squadra con una media battuta totale di .301 e di .333 nelle sole World Series. Nella stagione successiva giocò tutte le partite disputate dai Marlins, battendo 221 valide e 12 tripli. Anche nella stagione successiva Pierre non saltò nemmeno una partita della sua squadra, inoltre chiuse l'anno con la terza più bassa percentuale di strikeout della MLB.
Il 7 dicembre 2005 fu inserito in uno scambio di giocatori coi Chicago Cubs, una delle ragioni che spinsero i Marlins a privarsi di Pierre fu la volontà della dirigenza di ridurre il monte ingaggi della squadra in previsione delle ingenti spese necessarie per la costruzione di un nuovo stadio.
Nella stagione 2006 la sua media battuta ebbe una flessione (.296) ma rimase il miglior giocatore della National League per valide battute; anche con la nuova maglia si rivelò un giocatore molto affidabile poiché ancora una volta non saltò nessuna delle gare stagionali, concluse l'anno con la più bassa percentuale di strikeout e con una media difensiva perfetta (1.000).
Il 22 novembre 2006 Pierre firmò un contratto del valore complessivo di 44 milioni di dollari con i Los Angeles Dodgers. La prima stagione con la squadra californiana lo vide ancora protagonista con 162 presenze su 162 partite giocate (quinto anno consecutivo).
Nel 2008 i Dodgers misero sotto contratto Andruw Jones per farlo giocare come esterno centro, di conseguenza Pierre venne spostato al ruolo di esterno sinistro. Con l'arrivo di Manny Ramírez Pierre divenne riserva e le sue presenze in campo furono limitate per la maggior parte al ruolo di pinch runner.
Durante la stagione 2009, a seguito della sospensione di 50 partite inflitta a Manny Ramírez, tornò a ricoprire il ruolo di esterno sinistro titolare per rimpiazzare il giocatore dominicano. Una volta terminata la squalifica del compagno ritornò a ricoprire il suo ruolo abituale di riserva.
Il 15 dicembre 2009 il giocatore è stato ceduto ai Chicago White Sox nell'ambito di un'operazione di mercato comprendente un indennizzo in denaro e due giocatori. I Dodgers hanno pagato al giocatore una parte dei compensi previsti dal precedente contratto che sarebbe scaduto nel 2011.
Nel 2012 passa ai Philadelphia Phillies, dove gioca una sola stagione.
A novembre 2012 ha firmato un contratto annuale con i Miami Marlins.